# 長野一誠
長野 一誠（ながの いっせい、1834年5月28日（天保5年4月20日） - 1912年（大正元年）12月7日）は、日本の政治家、衆議院議員（1期）。

## 経歴
肥後国阿蘇郡（のち熊本県阿蘇郡久木野村、現・南阿蘇村）生まれ。漢学、武術、兵学を学ぶ。戸下温泉を経営し、里正、戸長、学区取締、熊本県会議員、同常置委員、阿蘇郡教育会長、同徴兵参事員、熊本県農業諮問会議員、地方森林会議員、肥後山林協会評議員、熊本県神職会顧問、日本赤十字社商議員となる。1892年7月、藍綬褒章を受章。
1892年の第2回衆議院議員総選挙において熊本3区から中央交渉会で立候補して当選した。衆議院議員を1期務め、1894年3月の第3回衆議院議員総選挙は不出馬。1912年に死去した。